# كارل جراف (موجه قوارب)
كارل جراف (الألمانية السويسرية الموحدة: Karl Graf) هو موجه قوارب ‏ سويسري، ولد في 19 مارس 1953.

## وصلات خارجية
- كارل جراف على موقع الاتحاد الدولي للتجديف (الإنجليزية)
- كارل جراف على موقع اللجنة الأولمبية الدولية (الإنجليزية)
- كارل جراف على موقع أوليمبيديا (الإنجليزية)